# The Bloodless Pharaohs
The Bloodless Pharaohs est un groupe de rock américain créé en 1975 à New York.
En 1979, Brian Setzer, guitariste des Bloodless Pharaohs, rejoint les Tomcats, qui deviendront les Stray Cats.

## Discographie
- Deux titres sur l'album Marty Thau Presents 2x5 produit par Marty Thau en 1980, sur son label Red Star records.